# Artamus personatus
El artamo enmascarado (Artamus personatus) es una especie de ave en la familia Artamidae.
Es una especie sumamente nómade. Su plumaje es color gris con su rostro negro u oscuro. El macho posee cara negra y partes inferiores de un gris claro. La hembra posee una cara gris y partes inferiores de un tono pardo claro-grisáceo. Los ejemplares inmaduros poseen las plumas de las alas moteadas y con el borde blanco. Los ejemplares juveniles tienen la cabeza y el cuerpo con rayas gris oscuro y gris claro, las plumas de las alas con manchas y borde blanco.
Su llamado es un 'Chirp' o 'Check' nasal. Construye su nido con pastos los cuales coloca en el hueco de un árbol o en la parte superior de una rama quebrada. Su puesta consiste de 2 a 3 huevos con pintas grisáceas, o verde-gris. Se lo puede observar en grandes bandadas.

## Distribución y hábitat
Se lo encuentra en Australia y Nueva Zelanda. Es un nómade común en la zona oeste de  Australia, principalmente en zonas secas, puede llegar a Tasmania.
Sus hábitats naturales son los bosques secos subtropicales o tropicales.